# اضطراب إبصاري
اضطراب إبصاري أو اضطراب الرؤية هو ضعفٌ في حاسة البصر. يختلف الاضطراب الإبصاري عن مرض العين. على الرغم من أن العديد من الاضطرابات الإبصارية لها سببها المباشر في العين، إلا أن هناك العديد من الأسباب الأخرى التي قد تحدث في أجزاء أُخرى من المسار البصري.